# Frank Finlay
Frank Finlay (Farnworth, 6 agosto 1926 – Weybridge, 30 gennaio 2016) è stato un attore britannico.

## Biografia
Interprete teatrale oltre che cinematografico, Frank Finlay fu candidato all'Oscar al miglior attore non protagonista per Otello (1965), in cui recitava accanto a Laurence Olivier e Maggie Smith.
Fu interprete sul palcoscenico nella versione inglese di Sabato, domenica e lunedì (Saturday, Sunday, Monday) di Eduardo De Filippo, accanto a Joan Plowright e Olivier, per la regia di Franco Zeffirelli, nonché della versione inglese di Filumena Marturano, ancora con la Plowright e per la regia di Zeffirelli.
In Italia è conosciuto per essere stato il protagonista di La chiave (1983), di Tinto Brass, accanto a Stefania Sandrelli.

## Filmografia
- Delitto di coscienza (Life for Ruth), regia di Basil Dearden (1962)
- Il giorno più lungo (The Longest Day), regia di Ken Annakin e Andrew Marton (1962)
- Dottore nei guai (Doctor in Distress), regia di Ralph Thomas (1963)
- Doppio gioco a Scotland Yard (The Informers), regia di Ken Annakin (1963)
- Otello (Othello), regia di Patrick Barton, Stuart Burge e John Dexter (1965)
- Sherlock Holmes: notti di terrore (A Study in Terror), regia di James Hill (1965)
- Il mistero dell'isola dei gabbiani (The Deadly Bees), regia di Freddie Francis (1966)
- Questa pazza, pazza, pazza Londra (The Sandwich Man), regia di Robert Hartford-Davis (1966)
- I ribelli di Carnaby Street (The Jokers), regia di Michael Winner (1967)
- Rapina al treno postale (Robbery), regia di Peter Yates (1967)
- Il complesso del sesso (I'll Never Forget What's'isname), regia di Michael Winner (1967)
- L'infallibile ispettore Clouseau (Inspector Clouseau), regia di Bud Yorkin (1968)
- L'uomo venuto dal Kremlino (The Shoes of the Fisherman), regia di Michael Anderson (1968)
- I nervi a pezzi (Twisted Nerve), regia di Roy Boulting (1968)
- I cospiratori (The Molly Maguires), regia di Martin Ritt (1970)
- Cromwell, regia di Ken Hughes (1970)
- Sequestro pericoloso (Gumshoe), regia di Stephen Frears (1972)
- Il sanguinario (Sitting Target), regia di Douglas Hickox (1972)
- Shaft e i mercanti di schiavi (Shaft in Africa), regia di John Guillermin (1973)
- I tre moschettieri (The Three Musketeers), regia di Richard Lester (1973)
- Milady - I quattro moschettieri (The Four Musketeers), regia di Richard Lester (1974)
- I 4 dell'Oca selvaggia (The Wild Geese), regia di Andrew V. McLaglen (1978)
- Assassinio su commissione (Murder by Decree), regia di Bob Clark (1979)
- La chiave, regia di Tinto Brass (1983)
- Enigma - Il codice dell'assassino (Enigma), regia di Jeannot Szwarc (1983)
- Space Vampires (Lifeforce), regia di Tobe Hooper (1985)
- Delitto tra le righe (Tiré à part), regia di Bernard Rapp (1988)
- Il ritorno dei tre moschettieri (The Return of the Musketeers), regia di Richard Lester (1989)
- Storia di una capinera, regia di Franco Zeffirelli (1993)
- The Martins, regia di Tony Grounds (2001)
- Il pianista (The Pianist), regia di Roman Polański (2002)
- Eroica: Il giorno che cambiò per sempre la musica (Eroica), regia di Simon Cellan Jones (2003)
- The Statement - La sentenza (The Statement), regia di Norman Jewison (2003)
- Merlin - serie TV (2008)

## Doppiatori italiani
- Marcello Tusco in Milady, Space Vampires
- Gianni Musy in Il pianista, The Statement - La sentenza
- Renzo Palmer in Otello
- Bruno Persa in Sherlock Holmes: notti di terrore
- Renato Turi in L'uomo venuto dal Kremlino
- Sergio Graziani in L'infallibile ispettore Clouseau?
- Dario Penne in I cospiratori
- Ferruccio Amendola in I tre moschettieri
- Arturo Dominici in I 4 dell'Oca selvaggia
- Sergio Fiorentini in Assassinio su commissione
- Paolo Bonacelli in La chiave
- Luciano De Ambrosis in Il ritorno dei tre moschettieri
- Pietro Biondi in Storia di una capinera

## Premi e riconoscimenti
Premio Oscar
- 1966: - Candidatura a miglior attore non protagonista per Otello (Othello)

Golden Globe
- 1966: - Candidatura a miglior attore non protagonista per Otello (Othello)

BAFTA
- 1967: - Candidatura a migliore attore debuttante per Otello (Othello)
- 1972: - Candidatura a migliore attore televisivo per Casanova
- 1974: - Migliore attore televisivo per BBC Play of the Month e ITV Saturday Night Theatre
- 1983: - Candidatura a migliore attore non protagonista per Prigioniero del passato (The Return of the Soldier)

Festival internazionale del cinema di San Sebastián
- 1966: - Miglior attore per Otello (Othello)